# Rödnäbbad bergastrild
Rödnäbbad bergastrild (Cryptospiza shelleyi) är en starkt utrotningshotad fågel i familjen astrilder.

## Utseende och läten
Rödnäbbad bergastrild är en 13 cm lång, färgglad och marklevande fink. Hanen är lysande röd på hjässa, ansikte och rygg, med kontrasterande svarta vingar och stjärt. Näbben är röd med vit spets. Undersidan är olivgul med varmare toner på flanker och buk.
Honan är mattare i färgerna med olivgrönt huvud och rött på mantel och övergump. Näbben är svart med mörkröd spets. Lätet beskrivs som ett vasst och ljust "tit tit tit" samt en stigande och fallande serie med ljusa "tu tutu ti ti ti".

## Utbredning och systematik
Fågeln förekommer i bergstrakter från östra Demokratiska republiken Kongo till sydvästra Uganda, Rwanda och Burundi. Den behandlas som monotypisk, det vill säga att den inte delas in i några underarter.

## Levnadssätt
Rödnäbbad bergastrild är en dålig känd fågel som förekommer i bergsskogar på mellan 1600 och 3000 meters höjd. Den föredrar undervegetation i fuktiga slutna skogar, skogsbryn nära rinnande vattendrag och bambu.

## Status och hot
Rödnäbbad bergastrild är en sällsynt fågelart som åtminstone tidigare har uppvisat populationsminskningar, möjligen kopplat till pågående avskogning. Den tros därför ha en liten, minskande och kraftigt fragmenterad population. Beståndet uppskattas till endast mellan 1000 och 2500 vuxna individer. Internationella naturvårdsunionen IUCN kategoriserar arten som starkt hotad.

## Namn
Fågelns vetenskapliga artnamn hedrar George Ernest Shelley (1840-1910), geolog, samlare och ornitolog verksam i Sydafrika, Egypten, Sudan, Australien och Burma. Tidigare kallades den Shelleys bergastrild även på svenska, men tilldelades 2023 ett mer informativt namn av BirdLife Sveriges taxonomikommitté.